# 24. ceremonia wręczenia nagród David di Donatello
24. ceremonia wręczenia włoskich nagród filmowych David di Donatello odbyła się 20 października 1979 roku w Teatro dell'Opera w Rzymie.

## Laureaci
Laureaci nagród wyróżnieni są wytłuszczeniem.

### Najlepszy film
- Chrystus zatrzymał się w Eboli (tytuł oryg. Cristo si è fermato a Eboli, reż. Francesco Rosi)
- Zapomnieć o Wenecji (tytuł oryg. Dimenticare Venezia, reż. Franco Brusati)
- Drzewo na saboty (tytuł oryg. L'albero degli zoccoli, reż. Ermanno Olmi)

### Najlepszy reżyser
- Francesco Rosi - Chrystus zatrzymał się w Eboli (tytuł oryg. Cristo si è fermato a Eboli)

### Najlepszy reżyser zagraniczny
- Miloš Forman - Hair

### Najlepszy scenariusz
- Terrence Malick - Niebiańskie dni (tytuł oryg. Days of Heaven)

### Najlepsza aktorka
- Monica Vitti - Moje miłości (tytuł oryg. Amori miei)

### Najlepszy aktor
- Vittorio Gassman - Drogi papa (tytuł oryg. Caro papà)

### Najlepszy aktor zagraniczny
- Richard Gere - Niebiańskie dni (tytuł oryg. Days of Heaven)
- Michel Serrault - Klatka szaleńców (tytuł oryg. La cage aux folles)

### Najlepsza aktorka zagraniczna
- Ingrid Bergman - Jesienna sonata (tytuł oryg. Höstsonaten)
- Liv Ullmann - Jesienna sonata (tytuł oryg. Höstsonaten)

### Najlepszy zagraniczny temat muzyczny
- Hair (tytuł oryg. Hair, Galt MacDermot)

### Najlepszy film zagraniczny
- Drzewo pragnień (tytuł oryg. Natvris khe, reż. Tengiz Abuładze

### Nagroda David Europeo
- Franco Zeffirelli

### Nagroda David Luchino Visconti
- Rainer Werner Fassbinder

### Nagroda specjalna
- Daniele Costantini
- Stefano Madia
- Amedeo Nazzari
- Romy Schneider
- Claudia Weill